# ويليام بينتون
ويليام بينتون (11 يوليو 1873 - 17 أغسطس 1916) (بالإنجليزية: William Benton)‏ هو لاعب كريكت بريطاني.